# Zahodna Afrika
Zahodna Afrika je regija na zahodu afriške celine. Združeni narodi opredeljujejo Zahodno Afriko kot 16 držav: Benin, Burkina Faso, Zelenortski otoki, Gambija, Gana, Gvineja, Gvineja Bissau, Slonokoščena obala, Liberija, Mali, Mavretanija, Niger, Nigerija, Senegal, Sierra Leone in Togo, kot tudi Sveta Helena, Ascension in Tristan da Cunha (Čezmorsko ozemlje Združenega kraljestva).
Prebivalstvo Zahodne Afrike je bilo leta 2021 ocenjeno na 419 milijonov ljudi, leta 2017 pa na 381.981.000 ljudi, od tega 189.672.000 žensk in 192.309.000 moških. Regija je demografsko in gospodarsko ena najhitreje rastočih na afriški celini.
Zgodnja zgodovina Zahodne Afrike je vključevala številne pomembne regionalne sile, ki so prevladovale v različnih delih tako obalnih kot notranjih trgovinskih omrežij, kot sta imperiji Mali in Gao. Zahodna Afrika je bila na križišču trgovskih poti med Severno Afriko, v kateri so prevladovali Arabci in južneje na celini, vir specializiranega blaga, kot so zlato, napredna obdelava železa in slonovina. Potem ko je evropsko raziskovanje naletelo na bogata lokalna gospodarstva in kraljestva, je atlantska trgovina s sužnji gradila na že obstoječih suženjskih sistemih, da bi zagotovila delovno silo za kolonije v Ameriki. Po koncu trgovine s sužnji v zgodnjem 19. stoletju so evropske države, zlasti Francija in Britanija, še naprej izkoriščale regijo prek kolonialnih odnosov. Na primer, še naprej so izvažali številne ekstraktivne dobrine, vključno z delovno intenzivnimi kmetijskimi pridelki, kot sta kakav in kava, gozdarskimi proizvodi, kot je tropski les, in mineralnimi viri, kot je zlato. Od osamosvojitve so številne zahodnoafriške države, kot so Slonokoščena obala, Gana, Nigerija in Senegal, igrale pomembno vlogo v regionalnem in svetovnem gospodarstvu.
Zahodna Afrika ima bogato ekologijo z veliko biotsko raznovrstnostjo in več različnimi regijami. Na podnebje in ekologijo območja močno vpliva suha Sahara na severu in vzhodu, ki zagotavlja suhe vetrove med Harmattanom, pa tudi Atlantski ocean na jugu in zahodu, ki zagotavlja sezonske monsune. Ta mešanica podnebij daje Zahodni Afriki bogato paleto biomov, od tropskih gozdov, bogatih z biotsko raznovrstnostjo, do sušnih območij, kjer živijo redke in ogrožene živalske vrste, kot so luskavci, nosorogi in sloni. Zaradi pritiska po gospodarskem razvoju mnoge od teh ekologij ogrožajo procesi, kot so krčenje gozdov, izguba biotske raznovrstnosti, prekomerni ribolov, onesnaževanje zaradi rudarjenja, plastike in drugih industrij ter ekstremne spremembe, ki so posledica podnebnih sprememb v Zahodni Afriki.

## Zgodovina
Zgodovina zahodne Afrike je navadno deljena na pet glavnih zgodovinskih obdobij: prazgodovina, v kateri so se na območje naselila prva plemena, razvilo pa se je tudi kmetijstvo ter odnosi s sredozemskimi civilizacijami na severu; železna doba je prinesla razvoj kraljestev, ki so uveljavila trgovino in centralizirane države; tretje obdobje je obdobje trgovanja s sužnji ter svetih vojn in kolonizacije področja v 18. in 19. stoletju; četrto obdobje so zaznamovale velike kolonije, ki sta jih imela Francija in Združeno kraljestvo ter s tem obvladovala malone celotno regijo; zadnje obdobje pa je prineslo neodvisnosti in nastanek posameznih novih ali spremenjenih držav.

### Prazgodovina
Zahodnoafriško prebivalstvo je bilo precej mobilno in je medsebojno vplivalo skozi celotno populacijsko zgodovino Zahodne Afrike. Acheulean arhaični ljudje, ki so uporabljali orodje, so morda prebivali po vsej Zahodni Afriki od vsaj med 780.000 pred sedanjostjo in 126.000 pred sedanjostjo (srednji pleistocen). V pleistocenu so srednjekamenodobna ljudstva (npr. ljudstvo Iwo Eleru, verjetno Aterijci), ki so prebivala po vsej Zahodni Afriki, postopoma nadomestila prihajajoča ljudstva iz pozne kamene dobe, ki so migrirala v Zahodna Afrika, saj je povečanje vlažnosti povzročilo poznejše širjenje zahodnoafriškega gozda. Zahodnoafriški lovci-nabiralci so zasedli zahodno osrednjo Afriko (npr. Šum Laka) pred 32.000 pr. n. št., prebivali po vsej obalni zahodni Afriki do 12.000 pr. n. št. in se selili proti severu med 12.000 pr. n. št. in 8000 pr. n. št. do Malija v Burkini Faso in Mavretaniji.
V holocenu so govorci Niger-Kongo neodvisno ustvarili keramiko v Ounjougouju v Maliju – najzgodnejšo keramiko v Afriki – vsaj 9400 pred našim štetjem in skupaj s svojo keramiko, ter vihteli neodvisno izumljene loke in puščice, so se preselili v osrednjo Saharo, ki je postala njihova primarna regija do 10.000 pred našim štetjem. Pojav in širjenje keramike v Sahari je mogoče povezati z izvorom okrogle glave in skalne umetnosti Kel Essuf, ki zasedajo skalna zaklonišča v istih regijah (npr. Djado, Acacus, Tadrart). Lovci v osrednji Sahari so gojili, shranjevali in kuhali neudomačeno floro osrednje Sahare, udomačili antilopo ter udomačili in pasli barbarske ovce. Po obdobju Kel Essuf in obdobju okrogle glave v osrednji Sahari je sledilo pastoralno obdobje. Nekateri lovci-nabiralci, ki so ustvarili skalno umetnost z okroglo glavo, so morda sprejeli pastirsko kulturo, drugi pa ne. Zaradi vse večjega izsuševanja Zelene Sahare so lovci-nabiralci in živinorejci v Srednji Sahari morda uporabljali sezonske vodne poti kot selitveno pot do reke Niger in porečja Čada v Zahodni Afriki. Leta 2000 pred našim štetjem je bila »ženska iz Thiaroye«, znana tudi kot »Venera iz Thiaroye«, morda najzgodnejši kipec, ustvarjen v podsaharski Zahodni Afriki; morda je šlo zlasti za kipec plodnosti, ustvarjen v regiji Senegambija,  in je lahko povezan z nastankom kompleksno organiziranih pastirskih družb v Zahodni Afriki med letoma 4000 pr. n. št. in 1000 pr. n. št. Čeprav se je verjetno razvil že leta 5000 pred našim štetjem, se je Nsibidi morda razvil tudi leta 2000 pred našim štetjem, kar dokazujejo upodobitve zahodnoafriške pisave na monolitih Ikom v Ikomu v Nigeriji. Migracija saharskih ljudstev južno od sahelske regije je povzročila sezonsko interakcijo in postopno absorpcijo zahodnoafriških lovcev-nabiralcev, ki so večinoma živeli v savanah in gozdovih zahodne Afrike. V Zahodni Afriki, ki je bila morda glavna regionalna zibelka v Afriki za udomačevanje poljščin in živali, so govorci Nigra in Konga med 5500 in 1300 pred našim štetjem udomačili pegatke; udomačitev poljskih pridelkov se pojavlja na različnih lokacijah v Zahodni Afriki, kot je jam (d. praehensilis) v porečju reke Niger med vzhodno Gano in zahodno Nigerijo (severni Benin), riž (oryza glaberrima) v regiji Notranja delta Nigra v Maliju, biser proso (cenchrus americanus) v severnem Maliju in Mavretaniji ter strni grah v severni Gani.

### Prvi imperiji
Razvoj gospodarstva v regiji je omogočil nastanek bolj centraliziranih držav in civilizacij, začenši z Dar Tichittom, ki se je začel leta 1600 pr. n. št., sledi Djene-Djeno z začetkom leta 300 pr. n. št. To je nato nasledilo Gansko cesarstvo, ki je najprej cvetelo približno med 2. in 12. stoletjem n. št., ki se je kasneje umaknilo Malijskemu imperiju. V današnji Mavretaniji obstajajo arheološka najdišča v mestih Tichit in Oualata, ki so bila prvotno zgrajena okoli leta 2000 pr. n. št. in je bilo ugotovljeno, da izvirajo iz ljudstva Soninke, veje ljudstva Mandé. Glede na arheologijo mesta Koumbi Saleh v sodobni Mavretaniji je Malijski imperij prevladoval nad večjim delom regije do poraza s strani osvajalcev Almoravidov leta 1052.
Tri velika kraljestva so bila identificirana v Bilad al-Sudan do 9. stoletja. Vključevali so Gano, Gao in Kanem-Bornu.
Imperij Sosso je skušal zapolniti praznino, vendar so ga (okoli 1240) porazile sile Sundiata Keite iz ljudstva Mandinka, ustanovitelja novega Malijskega imperija. Slednji je še naprej cvetel več stoletij, zlasti pod Sundiatinim vnukom Muso I., preden je zaporedje šibkih vladarjev povzročilo njegov propad pod okupatorji Mosi, Tuaregi in Songaji. V 15. stoletju bi Songaji oblikovali novo prevladujočo državo, ki je temeljila na Gau, v imperiju Songaj, pod vodstvom Sonija Alija in Askie Mohameda.
Medtem so južno od Sudana v Igbolandu nastale močne mestne države, kot je kraljestvo Nri iz 10. stoletja, ki je pomagalo pri rojstvu umetnosti in običajev Ibojev, država Bono v 11. stoletju, ki je rodila številne države Akanov, medtem ko je Ifẹ postal pomemben okoli 12. stoletja. Dlje proti vzhodu je nastalo cesarstvo Oyo kot prevladujoča država Jorubov in Konfederacija Aro kot prevladujoča država Ibojev v današnji Nigeriji.
Kraljevina Nri je bila zahodnoafriška srednjeveška država v današnji jugovzhodni Nigeriji in podskupina ljudstva Ibojev. Kraljevina Nri je bila nenavadna v zgodovini svetovne vlade, saj njen voditelj ni izvajal nobene vojaške moči nad svojimi podaniki. Kraljestvo je obstajalo kot sfera verskega in političnega vpliva na tretjino Igbolanda in ga je upravljal duhovnik-kralj, imenovan Eze Nri. Eze Nri je vodil trgovino in diplomacijo v imenu ljudstva Nri in je imel božansko avtoriteto v verskih zadevah.
Cesarstvo Oyo je bil jorubski imperij današnje zahodne, severne osrednje Nigerije in južne republike Benin. Imperij Oyo, ki je bil ustanovljen v 14. stoletju, je zrasel v eno največjih zahodnoafriških držav. Povzpel se je zaradi izjemnih organizacijskih sposobnosti Jorubov, bogastva, pridobljenega s trgovino in njihove močne konjenice. Cesarstvo Oyo je bila politično najpomembnejša država v regiji od sredine 17. do poznega 18. stoletja, ki je imela oblast ne le nad večino drugih kraljestev v Yorubalandu, ampak tudi nad bližnjimi afriškimi državami, zlasti nad kraljevino Fon Dahomej leta sodobna republika Benin na zahodu.
Beninski imperij je bil postklasični imperij v današnji južni Nigeriji. Njegovo glavno mesto je bil Edo, zdaj znan kot Benin City, Edo. Ne smemo ga zamenjevati s sodobno državo, imenovano Benin, ki se je prej imenovala Dahomej. Beninski imperij je bil »ena najstarejših in najbolj razvitih držav v obalnem zaledju Zahodne Afrike, morda iz 11. stoletja našega štetja«. Beninskemu imperiju je upravljal suvereni cesar s stotisoči vojakov in močnim svetom, bogatim z viri, bogastvom, starodavno znanostjo in tehnologijo z mesti, ki so bila opisana kot lepa in velika kot Haarlem. »Olfert Dapper, nizozemski pisatelj, ki opisuje Benin v svoji knjigi Opis Afrike (1668)«. Njegova obrt je bila najbolj oboževana in cenjena bronasta litina v zgodovini Afrike. Britanski imperij si ga je priključil leta 1897 med invazijo in prerivanjem Afrike.

### Suženjstvo in kolonializem
Leta 1591 so maroški zavojevalci porazili Songajski imperij, zaradi česar je območje zapolnila množica manjših držav. Med temi je bil tudi bambarski imperij Ségou, bambarsko kraljestvo Kaarta in peulsko kraljestvo Khasso ter kenedougouški imperij Sikasso. V tem času pa so na obalah že cvetele portugalske postojanke, ki so jih Portugalci začeli ustanavljati leta 1445 za Francozi in Angleži. Nedolgo zatem se je začela trgovina s sužnji, ki je v nadaljnjih stoletjih pošteno oslabila populacijo regije in njeno gospodarstvo. Ta dejavnost je spodbudila tudi porajanje nekaterih novih držav, kot sta bili Bambarski imperij in Dahomeja. Gospodarstva teh so temeljila na izmenjavi sužnjev za evropsko strelno orožje, s katerim je bilo moč zasužnjiti še več domorodcev.
Zgodnje 19. stoletje je bilo zaznamovano s fulanskimi reformističnimi svetimi vojnami ali džihadi, ki so pretresali zahodno sudansko regijo. Iz tega so se razvili islamski Fulanski imperij vladarja Usmana dan Fodia, ki je nadomestil več mestnih držav; Masinski imperij Sekuja Amaduja, ki je porazil Bambarski imperij; ter Tukulerski imperij Umarja Talla, ki je zavzel večino ozemlja današnjega Malija. Ob tem pa so svojo imperatorsko politiko intenzivno udejanjali Angleži in Francozi ter si podvrgli ozemlje za ozemljem. Padec Vasulujskega imperija pod vodstvom Samorija Tureja leta 1898 in ašantske kraljice Jae Asantewe leta 1902 je pomenil dokončen zlom odpora domačih družb kolonialistom.
Velika Britanija si je podredila Gambijo, Sierro Leone, Gano in Nigerijo, Francija pa je prevzela nadzor nad Senegalom, Gvinejo, Malijem, Burkina Fasom, Beninom, Slonokoščeno obalo in Nigrom. Portugalska je ustanovila državo Gvinejo Bissau, Nemčiji pa je pripadal Togo (takrat Togoland) do konca prve svetovne vojne, ko ga je morala predati Britaniji in Franciji. Edina suverena država je bila Liberija, ki se je ravno tako morala odreči delom svojega ozemlja.

### Neodvisne države
Drugi svetovni vojni je sledilo porajanje nacionalističnih gibanj po zahodni Afriki, pri čemer je izstopal Kwame Nkrumah v Gani. Slednja je leta 1957 postala prva samostojna država podsaharske Afrike. Vse tamkajšnje dežele so si pridobile samostojnost do leta 1974. V novih razmerah pa je redno prihajalo do koruptivnih ali nestabilnih sistemov, kar je dosegalo viške v več državljanskih vojnah v Nigeriji, Sierri Leone, Liberiji ter Slonokoščeni obali, v Gani in Burkina Fasu pa so redno vladale vojaške hunte. Zato se kljub zavidanja vrednim naravnim bogastvom nikjer nista razvila trdno gospodarstvo in demokratičen politični sistem. Pereči težavi sta tudi AIDS zlasti v Slonokoščeni obali, Liberiji in Nigeriji ter lakota v severnih predelih Malija in Nigru.

## Geografija
Zahodna Afrika, ki je širše opredeljena tako, da vključuje zahodni del Magreba (Zahodna Sahara, Maroko, Alžirija in Tunizija), zavzema površino, ki presega 6.140.000 km² ali približno eno petino Afrike. Velika večina tega ozemlja so ravnice, ki ležijo manj kot 300 metrov nad morsko gladino, čeprav obstajajo izolirane visoke točke v številnih državah vzdolž južne obale Zahodne Afrike.
Severni del Zahodne Afrike (ozko opredeljen, da izključi zahodni Magreb) je sestavljen iz polsušnega terena, znanega kot Sahel, prehodno območje med Saharo in zahodno sudansko savano. Gozdovi tvorijo pas med savanami in južno obalo, širok od 160 km do 240 km.
Severozahodna afriška regija Mavretanije občasno trpi nadloge kobilic po vsej državi, ki uživajo vodo, sol in pridelke, od katerih je človeška populacija odvisna.
Zahodna Afrika je zahodno od namišljene osi sever-jug, ki leži blizu 10° vzhodne dolžine. Atlantski ocean tvori zahodne in južne meje zahodnoafriške regije. Severna meja je puščava Sahara, pri čemer Ranišanu Bend na splošno velja za najsevernejši del regije. Vzhodna meja je manj natančna, nekateri jo postavljajo na korito Benue, drugi pa na črto, ki teče od gore Kamerun do jezera Čad.
Kolonialne meje se odražajo v sodobnih mejah med sodobnimi zahodnoafriškimi državami, ki sekajo čez etnične in kulturne meje ter pogosto delijo posamezne etnične skupine med dve ali več držav.
V nasprotju z večino osrednje, južne in jugovzhodne Afrike Zahodna Afrika ni poseljena z ljudstvi, ki govorijo bantu.

## Narava
Pred evropsko kolonizacijo so zahodnoafriške države, kot so tiste iz regije Senegambia (Senegal in Gambija), imele raznolik živalski svet, vključno z levi, povodnimi konji, sloni, antilopami, leopardi itd. Vendar pa so med kolonizacijo evropski kolonizatorji, kot sta Francija in Britanija, pobili večino divjih živali, zlasti leve in uporabili njihove dele telesa kot trofeje. Do preloma 20. stoletja je regija Senegambija zaradi divjega lova izgubila večino populacije levov in drugih eksotičnih živali. Do leta 1930 je populacija gambijskih slonov izumrla. Ta pojav ni bil omejen le na regijo Senegambije, ampak je prizadel velik del zahodne Afrike, saj je regija izgubila veliko svojih »naravnih virov, ki so bili nekoč tako tesno povezani z njeno kulturno identiteto. Divji lov je ukradel večino divjih živali«. Britanci so izdali dovoljenja za divji lov in čeprav so kasneje poskušali odpraviti škodo, ki je bila storjena s poskusom ohranitve tistega, kar je ostalo od lokalne divje favne, je bilo takrat že prepozno. V 1930-ih je bila populacija slonov v Gold Coast približno 300, v Sierri Leone pa med 500 in 600. Čeprav je v Nigeriji preživelo majhno število slonov, so lov, širitev kmetijstva in krčenje gozdov v tej državi drastično vplivali na populacijo divjih živali, zlasti slonov.
Kljub zgodovinski škodi, ki je bila storjena populacijam divjih živali v regiji, je v regiji še vedno nekaj zaščitenih naravnih rezervatov. Nekateri od teh so:
- Naravni rezervat Bandia v Senegalu (francosko Réserve de Bandia), živalski svet vključuje: žirafe, zebre, nosoroge, različne antilope, bivole, opice, krokodile, želve in različne eksotične ptice.[34]
- V narodnem parku Yankari v Nigeriji živalski svet vključuje: afriškega savanskega slona, savanskega pavijana, opico huzar, tantalovo opico, konjsko antilopo, kamo, zahodnoafriškega leva (Panthera leo leo), kafrskega bivola, močvirsko antilopo, imababalo in povodnega konja.[35]
  - V ohranitvenem območju Ankasa v Gani živalski svet vključuje: slona, bonga (Tragelaphus eurycerus), leoparda, šimpanza, opico Diano in druge primate.[36]
- Narodni park Mole je največje zatočišče divjih živali v Gani. Je dom več kot 83 vrstam sesalcev, vključno s približno 800 stalnimi sloni, bivoli, povodnimi konji in bradavičarkami[37][38] ter različnim živalskim in rastlinskim vrstam.

Zahodna Afrika je tudi dom številnih baobabov in drugih rastlin. Nekatera drevesa baobaba so stara več stoletij in so del lokalne folklore, na primer mitsko drevo baobaba z imenom Ngoye njuli v Senegalu, ki ga Serer obravnava kot sveto mesto. Samo drevo je precej veličastno in izgleda kot ogromen falus, iz katerega štrli deformirana žival ali stvar. Rečeno je, da je prebivališče pangoola. Ngoye njuli je zaščiten s strani senegalskih oblasti in privablja obiskovalce. V zahodni Afriki, tako kot v drugih delih Afrike, kjer raste baobab, liste zmešajo s kuskusom in jedo, lubje drevesa uporabljajo za izdelavo vrvi, sadje in semena pa za pijače in olja.

## Politika in uprava

### Regionalne organizacije
Leta 1975 je bila po Lagoški pogodbi ustanovljena Gospodarska skupnost držav Zahodne Afrike (Economic Community of West African States, ECOWAS), ki se ukvarja z gospodarskim razvojem regije. Gospodarska skupnost zahodnoafriških držav (ECOWAS; v francoščini in portugalščini poznana tudi kot CEDEAO) je regionalna politična in gospodarska zveza petnajstih držav v Zahodni Afriki. Te države skupaj obsegajo površino 5.114.162 km²) in imajo ocenjeno več kot 424,34 milijonov prebivalcev.
ECOWAS, ki velja za enega od stebrov regionalnih blokov vsecelinske Afriške gospodarske skupnosti (AEC), je navedeni cilj doseči "kolektivno samozadostnost" za svoje države članice z ustvarjanjem enega samega velikega trgovinskega bloka z izgradnjo popolne gospodarske in sindikalne unije. Poleg tega si ECOWAS prizadeva dvigniti življenjski standard in spodbujati gospodarski razvoj. Unija je bila ustanovljena 28. maja 1975 s podpisom pogodbe iz Lagosa, njena naloga pa je spodbujati gospodarsko povezovanje v regiji. Spremenjena različica pogodbe je bila dogovorjena in podpisana 24. julija 1993 v Cotonouju, največjem mestu v Beninu.
Temeljna načela ECOWAS temeljijo na pravičnosti, medsebojni odvisnosti, solidarnosti, sodelovanju, nenapadanju, regionalnem miru, spodbujanju človekovih pravic ter ekonomski in socialni pravičnosti.
Med protokoli in načrti ECOWAS sta zlasti Protokol o prostem gibanju oseb, prebivališč in ustanavljanja ECOWAS ter Akcijski načrt Ecotour 2019–2029. Protokol o prostem gibanju oseb dovoljuje državljanom pravico do vstopa in prebivanja na ozemlju katere koli države članice, cilj akcijskega načrta Ecotour pa je razvoj in integracija turistične industrije vsake države članice.
ECOWAS služi tudi kot mirovna sila v regiji, pri čemer države članice občasno pošljejo skupne vojaške sile za posredovanje v državah članicah bloka v času politične nestabilnosti in nemirov.
Leta 2024 so Niger, Burkina Faso in Mali napovedali izstop iz bloka. Države so bile izključene iz ECOWAS zaradi vojaških prevzemov njihovih vlad. Obvestilo o umiku treh držav, ki jih vodi hunta, je prišlo po tem, ko je ECOWAS zagrozil z uporabo vojaške sile z namestitvijo svojih rezervnih sil, če voditeljem državnega udara ne bi uspelo ponovno vzpostaviti ustavno izvoljenih predsednikov in vlad, kar je grožnja, ki ECOWAS ni imela podpore, pri čemer in institucionalno moč za nadaljevanje.
Na področju gospodarstva je pomembna tudi Zahodnoafriška ekonomska in denarna unija (Union économique et monétaire ouest-africaine, UEMOA), ki pa je omejena na osem razmeroma frankofonskih držav s frankom CFA (Colonies françaises d'Afrique franc) kot denarno valuto. 
Vlade Malija, Nigra in Burkina Fasa se dogovarjajo o ustanovitvi skupnega interesnega ozemlja treh dežel. 
Vse države v regiji pa pripadajo tudi Afriški uniji.